# Karol Konieczny
Karol Konieczny (ur. 5 maja 1993) – polski lekkoatleta, średniodystansowiec. 
Dwukrotny srebrny medalista IAAF World Relays (2014 i 2015) w sztafecie 4 × 800 metrów (2014) – polska sztafeta w składzie: Konieczny, Szymon Krawczyk, Marcin Lewandowski i Adam Kszczot ustanowiła podczas tych zawodów rekord Polski w tej konkurencji wynikiem 7:08,69.
Brązowy medalista halowych mistrzostw Polski w biegu na 800 metrów (2015). Medalista mistrzostw Polski w kategoriach juniorów oraz młodzieżowców.

## Osiągnięcia
| Rok  | Impreza                        | Miejsce | Konkurencja        | Lokata     | Wynik   |
| ---- | ------------------------------ | ------- | ------------------ | ---------- | ------- |
| 2014 | IAAF World Relays              | Nassau  | sztafeta 4 × 800 m | 2. miejsce | 7:08,69 |
| 2015 | Halowe mistrzostwa Europy      | Praga   | bieg na 800 metrów | półfinał   | 1:50,96 |
| 2015 | IAAF World Relays              | Nassau  | sztafeta 4 × 800 m | 2. miejsce | 7:09,98 |
| 2015 | Młodzieżowe mistrzostwa Europy | Tallinn | bieg na 800 metrów | półfinał   | 1:50,31 |

## Rekordy życiowe
- Bieg na 800 metrów – 1:47,03 (2015)
- Bieg na 800 metrów (hala) – 1:47,64 (2016)